# Aptostichus atomarius
Espèce
Synonymes
- Actinoxia versicolor Simon, 1891

Aptostichus atomarius est une espèce d'araignées mygalomorphes de la famille des Euctenizidae.

## Distribution
Cette espèce est endémique de Californie aux États-Unis,. Elle se rencontre dans les comtés de San Diego, de Riverside, d'Orange, de San Bernardino, de Los Angeles, de Ventura, de Santa Barbara, de San Luis Obispo, de Tulare et de Inyo.

## Publication originale
- Simon, 1891 : Liste des espèces de la famille des Aviculariidae qui habitent le Mexique et l'Amérique du Nord. Actes de la Société Linnéenne de Bordeaux, vol. 44, p. 307-326 (texte intégral).